# Cẩm Lĩnh, Ba Vì
Cẩm Lĩnh là một xã thuộc huyện Ba Vì, thành phố Hà Nội, Việt Nam.
Xã Cẩm Lĩnh có diện tích 26,63 km², dân số năm 1999 là 9387 người, mật độ dân số đạt 352 người/km².
Địa giới hành chính xã Cẩm Lĩnh: phía Đông giáp xã Thụy An và xã Tản Lĩnh; phía Tây và Tây Bắc giáp xã Tòng Bạt; phía Nam giáp xã Ba Trại; phía Bắc giáp xã Vật Lại.

## Kinh tế
Trước đây, nền kinh tế Cẩm Lĩnh phần lớn phụ thuộc vào sản xuất nông nghiệp. Tuy nhiên, từ sau năm 2008 (sau khi sáp nhập vào Hà Nội), kinh tế ở đây đã có bước phát triển vượt bậc, đời sống người dân ngày càng được nâng cao rõ rệt.
• Công nghiệp: 15%
• Thương mại-Du lịch-Dịch vụ: 35%
• Nông nghiệp: 50%
(năm 2010)

## Hành chính
Hiện tại, xã Cẩm Lĩnh có 11 thôn trong đó riêng thôn Cẩm Thủy mới được thành lập năm 2012 trên cơ sở sáp nhập một vùng đất thuộc thôn Cẩm Tân và dải đất ven Hồ Suối Hai thuộc xã Ba Trại:
1. An Thái
2. Cẩm An
3.Tân An
4.Cẩm Tân
5. Cẩm Thủy
6. Phú Phong
7. Vô Khuy
8. Bằng Tạ
9. Đông Phượng
10. Ngọc Nhị
11. Tân Thành.

## Địa lý và khí hậu
Cẩm Lĩnh là xã trung du, tiếp giáp với phía tây điểm cuối dãy núi Hoàng Liên Sơn, Cẩm Lĩnh có địa hình đồi gò thấp, bị chia cắt liên tục, phân chia thành 2 vùng: vùng đồi cao nằm về phía tây nam (vùng tiếp giáp với xã Ba Trại) có độ cao trung bình từ 30 – 80 m, địa hình gồ ghề nhiều đồi núi đan xen nhau, diện tích 168 ha, chiếm 26,8% diện tích toàn vùng; vùng gò và đồng ruộng thấp nằm ở phía đông bắc, diện tích 202 ha, chiếm 73,2% diện tích toàn xã, phần lớn là các cánh đồng bằng phẳng xen lẫn các đồi gò, một đặc trưng của vùng đất Xứ Đoài.
Bên cạnh đó, hệ thống sông hồ kênh rạch trên địa bàn xã phân bố tương đối đồng đều với các sông nhỏ sông Tích,, Hồ Cẩm Quỳ, Hồ Suối Hai, Hồ Ngọc Nhị, Hồ Cẩm An, Đầm Long..
Cẩm Lĩnh có khí hậu cận nhiệt đới ẩm, mùa đông phi nhiệt đới khô lạnh, ít mưa; mùa hè nóng, mưa nhiều. Nhiệt độ trung bình hàng năm trên 23 °C. Tháng 7 có nhiệt độ cao nhất trong năm, trung bình 27 - 29 °C, ngược lại tháng 1 có nhiệt độ thấp nhất, trung bình 15,5 - 16,5 °C.

## Địa danh nổi tiếng
Cẩm Lĩnh có nhiều danh lam thắng cảnh, di tích lịch sử - văn hóa nổi tiếng như hồ Suối Hai, làng Việt cổ Ngọc Nhị, Vô Khuy, Bằng Tạ nổi tiếng với sự tích Sơn Tinh-Thủy Tinh.
Hồ Suối Hai' là hồ nước ngọt nhân tạo nằm dưới chân núi Ba Vì, thuộc địa bàn xã Cẩm Lĩnh,Ba Trại, Thụy An, Tản Lĩnh, huyện Ba Vì, thành phố Hà Nội.
Công trình được xây dựng vào thập niên 50 của thế kỷ 20 (năm 1958 hoàn thành). Hồ Suối Hai có diện tích mặt nước khoảng 10 km², có lượng nước khoảng 50 triệu m3 được xây dựng với đa mục tiêu: Thủy lợi (giải quyết vấn đề hạn hán tại vùng Ba Vì và khống chế dòng sông Tích), Cải thiện môi trường, du lịch...
Khu du lịch Đầm Long - Bằng Tạ thuộc xã Cẩm Lĩnh, huyện Ba Vì. Nơi đây bảo tồn và phát triển rừng Bằng Tạ, cải tạo Đầm Long trở thành khu du lịch sinh thái vui chơi giải trí hấp dẫn. Hiện nay, khu rừng sinh thái có tới hơn 400 loại cây, trong đó nhiều cây quý hiếm tuổi thọ vài trăm năm tạo ra không gian thoáng mát về cảnh quan. Trong rừng có loài động vật khác nhau như: Khỉ, hươu, nai, sóc, chồn, cò..
Rừng Cò Ngọc Nhị là một khía cạnh độc đáo của du lịch Ba Vì nói chung và Cẩm Lĩnh nói riêng, những cánh đồng thẳng tắp, những đồi núi xanh ngát, trên trời những chú cò trắng nổi bật giữa nền trời xanh ngắt như mạt biển, hòa quyện màu xanh của đồng ruộng, của đồi núi. Đó thực sự là cảnh đẹp mà các vị hiền triết khi xưa muốn giấu mình mãi trong bàu trời của sự bình yên.
Đồi Cò có diện tích khá lý tưởng 3,5 ha, được phủ màu xanh của cây cối, các khóm tre xanh và những cánh đống mệnh mông. Nơi đây thuộc sự sở hữu của 2 anh em họ Phùng. Nơi đây được gọi là thánh địa của các loại Cò.
Đến với Đồi cò du khách có thể được ngắm bình minh và hoàng hôn cùng những cánh cò trắng, trong tiếng kêu rộn ràng, những chú cò bay lượn trên bầu trời, vừa bay vừa cất tiếng kêu, liệu mấy ai có thể bỏ qua cảnh tượng này.